# 和久井冬麦
和久井 冬麦（わくい むぎ、1994年7月29日 - ）は、日本のピアニスト。東京都出身。

## 略歴
- 1994年7月東京生まれ。3歳から遠藤恵眞子氏（鈴木メソッド）の元でピアノレッスンを受ける。

- 1999年、ウィーンに渡り、史上最年少5歳でウィーン国立音楽大学予備科入学。エリザベート・ヴァイスハール・ドヴォラック教授に師事。

- 2000年9月、ウィーン・サクレクール小学校（Sacre Coeur Volksschule）に入学。

- 2001年8月、インターナショナル　ウィーン・ピアニステンコンクール0～13歳部門2位受賞。

同年10月、ドイツの第65回スタインウェイコンクール0～10歳部門3位受賞。
- 2002年3月、オーストリア青少年音楽コンクール（プリマ・ラ・ムズィカ）7～8歳部門1位受賞。コンツェルトハウスにてショパンのノクターンを演奏。

同月、東京の外人記者クラブでヴァイオリニスト天満敦子氏と『小さなピアニストと大きなヴァイオリニスト』コンサート、10月にウィーンでウィーン・ＳＡＫＵＲＡ室内管弦楽団（指揮・浜津清仁）とハイドンのピアノ協奏曲の演奏。
- 2004年3月、プリマ・ラ・ムズィカ9～10歳部門1位。ベーゼンドルファー賞受賞。コンツェルトハウスにてベートーヴェンのソナタを演奏。

8月、八ヶ岳高原音楽堂で『小さなピアニストとヴァイオリニスト－高原のホームコンサート』に出演。
9月、ウィーン・サクレクール・ギムナジウム（Sacre Coeur Gymnasium）入学。
10月、ウィーンカラヤンセンターにてライオンズクラブ主催の演奏会に出演。
ウィーン・ＳＡＫＵＲＡ室内管弦楽団の独奏者として招かれ、11月にウィーン・ヤマハコンサートホール、12月にはトッパンホールでモーツァルトのピアノ協奏曲を演奏。
12月、東京・青山にて国際ボランティア団体 『メイク・ア・ウィッシュ・オブ・ジャパン　ハートフルコンサート』に出演。
- 2005年3月、ベーゼンドルファー主催ウィーン・ベーゼンドルファー・サロンコンサートに出演。

4月25日にウィーン楽友協会ブラームスザールにて巨匠ヴォルフガング・ガブリエル氏の指揮する『ウィーン・シューベルトアンサムブル』と共演。モーツァルトのピアノ協奏曲を演奏。
オーストリア国営TV(ORF)「ようこそオーストリアへ（Willkommen Österreich)」に出演。12月、ベーゼンドルファー・サロンコンサートに出演。
12月26日、東京・青山で開催された国際ボランティア団体『メイク・ア・ウィッシュ・オブ・ジャパン　ハートフルクリスマスコンサート』に出演。
- 2006年2月2日、東京・かつしかシンフォニーヒルズ・モーツァルトホールで開催されたW.A.モーツァルト2006フェスティバル『モーツァルト生誕250周年コンサート』に出演。川本統脩氏指揮モーツァルトフィルハーモニー管弦楽団とモーツァルトのピアノ協奏曲第12番イ長調ＫＶ411を共演。

4月、2007年公開の映画『神童』の主人公“うた”のピアノ演奏吹き替えを担当。モーツァルトのピアノ協奏曲第20番、ピアノソナタ　イ短調KV310、メンデルスゾーンの無言歌「春の歌」、クラムボンのミトが書き下ろしたオリジナル曲等を収録。
12月、モーツァルト2006フェスティバルのファイナルコンサートに出演し、鈴木織衛氏指揮モーツァルトフィルハーモニー管弦楽団とモーツァルトのピアノ協奏曲第20番ニ短調KV466を共演。
- 2007年3月、『メイク・ア・ウィッシュ　オブ　ジャパン　ハートフルコンサート』に出演。

同月、映画『神童』プレミア試写会（於　ＴＯＫＹＯ　ＦＭホール）でピアノ演奏を披露。
講談社より『ピアニスト・和久井冬麦～音楽の神様に愛された少女～（著者　伊藤綾野）』が出版された。
4月、『とくダネ！（フジテレビ）』『たけしの誰でもピカソ（テレビ東京）』『めざましテレビ（フジテレビ)』『ぴあのピア（ＮＨＫ）』『WHAT'S ON JAPAN（ＮＨＫ国際放送）』等テレビ番組に出演。
5月から6月にかけて、2007年ウィーン芸術週間の一環として開催されている『シューベルティアーデ演奏会（主催　ウィーン・シューベルト協会）』に出演。
8月10日、テレビ信州『リアルタイム』、8月12日、日本テレビ系『24時間テレビ３０　愛は地球を救う　人生が変わる瞬間』に生出演し、演奏を披露。
8月24日、『和久井冬麦　ピアノの夕べ（主催：テレビ信州／信濃毎日新聞社）』が長野県県民文化会館にて催され、バッハ、モーツァルト、ショパンといったクラシック主要演目の他、映画『神童』のリプリソングも演奏。
- 2008年2月、『和久井冬麦ピアノ・コンサート』が名古屋しらかわホール（主催：中京テレビ放送）とシューベルトサロン高崎（主催：ピアノプラザ群馬）にて開催され、また紀尾井ホールでも『ヴァレンタインコンサート　小さなピアニストと大きなヴァイオリニスト』が催され、ヴァイオリン奏者天満敦子氏と共演。更に『第4回メイク・ア・ウィッシュ　オブ　ジャパン　ハートフルコンサート』に出演。

同年夏に高崎シューベルトサロン（主催：ピアノプラザ群馬）、長野県伊那市生涯学習センターホール（主催：ＮＰＯ法人クラシックワールド）、軽井沢大賀ホール（主催：信濃毎日新聞社）にてピアノリサイタルを開催。
11月19日、ウィーン・ベーゼンドルファーザール（主催：ベーゼンドルファー社）にてソロリサイタルを開催。
12月25日、第五回メイクアウィッシュハートフルコンサートに出演。
12月27日、伊那市生涯学習センターにてピアノコンサート及び映画『神童』上映会に出演。
- 2009年3月28日、ウィーンにて『インペリアル・クラシックコンサートシリーズ』に出演し、ウィーン・インペリアル・オーケストラとモーツァルトのピアノ協奏曲第20番を共演。

群馬県民会館（4月10日）、長野県県民文化会館（4月11日）、愛知芸術劇場（4月12日、スーパークラシックコンサート2009）にて巨匠ゲオルグ・マルク指揮によるロイヤル・チェンバー・オーケストラと共演。
- 2013年7月30日、長野県伊那市にて『和久井冬麦～オーケストラと奏でる～』に出演し、ハイドンやモーツァルトのピアノ協奏曲を演奏した後、学業に専念し、Matura（オーストリア大学受験資格試験）を受験する為、公開演奏会活動を一時休止。